# Domenciolo
Domenciolo (en griego: Δομεντζίολος ; romaniz.:  Domentziolus o Δομνιτζίολος, Domnitziolus) era sobrino del emperador bizantino Focas (r. 602-610 ), designado Curopalates y general en Oriente durante el reinado de su tío. Fue uno de los principales líderes militares bizantinos durante las primeras etapas de la guerra bizantino-sasánida de 602-628. Sus derrotas allanaron el camino para la caída de Mesopotamia y Armenia y la invasión de Anatolia por los Persas. En 610, Focas fue destronado por Heraclio (r. 610-641), y Domencíolo fue capturado pero escapó de graves daños.

## Biografía

### Familia
Su parentesco exacto es incierto: Focas tenía dos hermanos bien conocidos, Comenciolo y otro también llamado Domenciolo, que a veces se sugirió como el padre del joven Domenciolo. Poco después del ascenso de Focas en 603, el joven Domencíolo fue elevado al título de hombre más glorioso (vir gloriosissimus), patricio y curopalate.
Según la hagiografía de Teodoro de Siceon, Domenciolo estaba casado con una dama llamada Irene y tenía tres hijos. Elizabeth Dawes resume la historia de la siguiente manera: "Domenciolo, patricio y curopalates, le pidió a Teodoro que lo visitara en Arcadiana. Su esposa Irene no tuvo hijos: el santo la bendijo y le prometió tres hijos, y serán varones. Todos los esclavos y esclavas de la casa fueron llevados a Teodoro para recibir su bendición. Un esclavo había estado enfermo durante mucho tiempo, preocupado por un demonio oculto. [Teodoro] Se golpeó el pecho y el demonio se declaró. Entonces el santo la acostó en el suelo, le puso el pie en el cuello, volvió los ojos hacia el este y rezó una oración en silencio. Al final de su oración recitó en voz alta la doxología de la Santísima Trinidad. Durante un tiempo, la esclava se quedó en silencio y luego se curó por completo. Más tarde Irene dio a luz a tres hijos, como había profetizado el santo. La concepción de su primer hijo siguió inmediatamente a la oración del santo. El emperador y el patriarca se despidieron de Teodoro y este regresó a su monasterio. "Dado que Teodoro murió en 613, el episodio habría ocurrido antes de esa fecha.

### General en el Este
La elevación de Focas al trono no fue reconocida por el sha sasánida Cosroes II (r. 590-628 ), ni por Narsés, el gobernador bizantino de la provincia de Mesopotamia. Los dos se habían aliado contra Focas, con Narses reuniendo sus fuerzas en Edessa mientras esperaba los refuerzos sasánidas. En 604, Focas nombró a Domenciolo magíster militum per Orientem y lo envió contra los persas. Sus predecesores, Germano y Leoncio, habían sido derrotados, el primero fue muerto en batalla y el último llamado y encarcelado por Focas.
Según la vida de San Teodoro de Siceon, Domencíolo cayó en una emboscada persa, pero logró escapar. En 604/605, rodeó a Narses y sus tropas y lo persuadió de que se rindiera después de garantizar su seguridad personal. Sin embargo, Focas ejecutó a Narses quemándolo vivo. Aproximadamente al mismo tiempo, Dara, una importante ciudad bizantina en Mesopotamia, cayó en manos de los persas. Se animó a Cosroes, en lugar de simplemente atacar las provincias bizantinas, a intentar conquistarlas. En 607, lanzó invasiones simultáneas en Mesopotamia y Armenia.
Con las fuerzas bizantinas en el frente persa que ya habían sufrido grandes bajas en conflictos anteriores, Domenciolo no pudo oponerse a las incursiones sasánidas durante 605. También había pocas posibilidades de más refuerzos. Focas había concluido tratados de paz con lombardos y ávaros en un intento por asegurar el control de las provincias de la Península itálica y los Balcanes. Ya había retirado la mayoría de sus fuerzas militares de los Balcanes y las había enviado al frente persa. Pero esta decisión resultó ser un grave error y el imperio se sometió a una invasión eslava, poniendo a Tesalónica en riesgo.
Mientras una fuerza persa, al mando de Sharvaraz, logró asegurar el control de Amida, Domenciolo concentró sus esfuerzos contra Saino, otro oficial persa, pero fue severamente derrotado en las cercanías de Teodosiópolis y los persas lograron recuperar la mayor parte de Armenia, que había sido cedida a los bizantinos en 591. En 608, Sharvaraz y Saino continuaron sus respectivos esfuerzos para conquistar Mesopotamia y Armenia. En 609, la conquista sasánida de Mesopotamia y Armenia estaba casi completa. Saino lideró una invasión de Capadocia. Las fuerzas de Domenciolo fueron evitadas por los persas, y fue otro pariente de Focas, Sergio, posiblemente el magíster militum per Armeniam, quien intentó enfrentarse a los invasores y terminó muerto en combate. Saino logró capturar Cesarea, la principal ciudad de la zona, y sus fuerzas pudieron lanzar incursiones "hasta Calcedonia" en Bitinia, en las afueras de Constantinopla.

### Caída del régimen
Mientras tanto, se abre otro frente. El Exarcado de África, gobernado por Heraclio el Viejo, se había rebelado contra Focas. La situación en 609-610 casi se estaba volviendo desesperada para Domencíolo y todos los leales a Focas. Sus defensas contra los sasánidas habían fallado: había fuerzas persas en las provincias de Mesopotamia, Armenia, Siria y Anatolia. Las fuerzas rebeldes bizantinas mantuvieron África y Egipto. Los eslavos ocuparon el norte de la prefectura pretoriana de Iliria. En Tesalónica y en varias ciudades de Anatolia y Siria, los azules y verdes, los dos principales equipos de carreras de carros, estaban en conflicto abierto. En zonas de Siria, los judíos se rebelaron y lincharon a los cristianos. Incluso en Constantinopla, las multitudes se burlaban de Focas por su amor por la bebida, lo que implicaba que era un borracho.
En 610, Sharvaraz se acercaba a Antioquía, pero el frente persa, a diferencia de los rebeldes en África, no era una amenaza inmediata. Habiendo asegurado el control de Egipto, Heraclio invadió Siria y Chipre, al mismo tiempo que una gran flota comandada por su hijo, Heraclio el Joven, partió hacia Constantinopla. Los defensores de Sicilia, Creta y Tesalónica se unieron a su campaña. Los rebeldes llegaron a Constantinopla en octubre de 610 y las únicas fuerzas de que disponía Focas para defender la ciudad eran los Excubitores y las fuerzas irregulares de los Azules y Verdes. Prisco, el comandante de los excubitores, eligió ese momento para revelar su lealtad a Heraclio, habiendo aparentemente conspirado en secreto durante algún tiempo. Los Verdes también cambiaron de bando y Constantinopla cayó con relativa facilidad. Heraclio el Joven se convirtió en el nuevo emperador bizantino y Focas fue ejecutado, junto con varios de sus parientes y aliados.  Domenciolo también fue condenado a muerte, pero fue indultado y liberado tras la intercesión de Teodoro de Siceon. No se sabe nada más sobre él después de este suceso.